# Michelle Wu
Michelle Wu (吳弭S; Chicago, 14 gennaio 1985) è una politica statunitense eletta sindaca di Boston il 3 novembre 2021, nonché prima donna a ricoprire tale carica.
Figlia di immigrati taiwanesi, è stata la prima donna di origini asiatiche a far parte del consiglio comunale di Boston. Eletta per la prima volta nel 2013, Wu fa parte del consiglio comunale dal gennaio 2014. Dal gennaio 2016 al gennaio 2018, è stata anche presidente del consiglio, diventando la prima donna a ricoprire tale carica. Nel settembre 2020 ha annunciato la sua candidatura come sindaco di Boston. Il 2 novembre 2021, con il 62,4% dei voti, Wu è diventata la prima donna, oltreché la prima di origini asiatiche, ad essere eletta sindaca di Boston.

## Biografia
Wu nacque nel South Side di Chicago, Illinois, da genitori immigrati negli Stati Uniti da Taiwan.  È la maggiore di quattro figli. La sua prima lingua è il cinese mandarino. I genitori di Wu alla fine divorziarono.
Wu si è diplomata alla Barrington High School nel 2003. Wu si è trasferita nell'area di Boston per frequentare il college presso l'Università di Harvard, dove si è laureata in economia nel 2007.  Si è poi laureata in giurisprudenza alla Harvard Law School nel 2012.

## Vita privata
Wu si è sposata con Conor Pewarski nel settembre 2012. Vivono nel quartiere  Roslindale di Boston con i loro due figli e la madre di lei.